# Lampetis purpureomicans
Lampetis purpureomicans es una especie de escarabajo del género Lampetis, familia Buprestidae. Fue descrita científicamente por Kerremans en 1893.